# Monosomie 9p
La monosomie 9p (ou Syndrome d'Alfi, ou 9p-) est une anomalie chromosomique rare consistant en une délétion d'une partie [du] petit bras du chromosome 9.
Les porteurs de cette anomalie chromosomique se caractérisent par une dysmorphie faciale (trigonocéphalie, hypoplasie du centre de la face et long philtrum), une hypotonie ainsi qu'un retard mental